# Lee Jeong-hyeon
Lee Jeong-hyeon (이정현?; Gwangju, 3 marzo 1987) è un cestista sudcoreano.